# Calumma peyrierasi
Calumma peyrierasi este o specie de cameleoni din genul Calumma, familia Chamaeleonidae, descrisă de Brygoo, Blanc și Domergue 1974. A fost clasificată de IUCN ca specie vulnerabilă. Conform Catalogue of Life specia Calumma peyrierasi nu are subspecii cunoscute.